# Alpine Vision
L'Alpine Vision è una concept car sportiva prodotta dalla casa automobilistica francese Alpine e presentata nel 2016 al Col de Turini, sul percorso del rally automobilistico di Monte Carlo.
Questa concept car anticipa la versione di produzione della Alpine A110 (2017-), omaggio allo storico modello Alpine A110 (1962-1977) che segna la rinascita del marchio Alpine.

## Contesto
In ricordo della leggendaria storia del marchio automobilistico francese Alpine, fondato dal pilota Jean Rédélé nel 1955 e interrotta nel 1995, e in seguito alla serie di concept car Renault DeZir del 2010, Renault Alpine A110-50 del 2012, e Alpine Célébration presentata alla 24 Ore di Le Mans 2015 per il 60º anniversario di Alpine, Carlos Ghosn, CEO di Renault-Nissan, annunciò nel 2016 con questa concept car l'imminente rinascita (nel 2017) del marchio Alpine, contemporaneamente al ritorno del team Renault in Formula 1.
L'Alpine Vision è stata presentata nel febbraio 2016 nel Principato di Monaco, al Col de Turini, sull'iconico percorso del rally automobilistico di Monte Carlo, dove Alpine ha scritto una pagina nella storia della competizione automobilistica negli anni '60 e '70. Le Alpine A110 ottennero diverse vittorie nel campionato del mondo di rally, in particolare al rally di Monte Carlo del 1971 e al rally di Monte Carlo del 1973.
La versione definitiva dell'Alpine A110 sarà prodotta nello storico stabilimento di Dieppe, da dove uscirono modelli come la Alpine A106 e la Alpine A610. Le sue principali concorrenti saranno Alfa Romeo 4C, Lotus Evora e Porsche Cayman.

## Stile
L'Alpine Vision è stata sviluppata da Renault e Renault Sport, con la supervisione dell'amministratore delegato di Alpine, Michael van der Sande, e del direttore del design, Anthony Villain. Questo veicolo rappresenta un omaggio al patrimonio storico Alpine, combinando elementi di design classici e tecnologie moderne.
Il design è caratterizzato da uno stile neo rétro, ispirato alla leggendaria Alpine A110 del 1962 e all'Alpine Célébration del 2015. Il veicolo mantiene le linee eleganti e sportive che hanno reso celebre il marchio, reinterpretandole con un tocco contemporaneo.

## Caratteristiche tecniche
Dal punto di vista meccanico, l'Alpine Vision è equipaggiata con un motore posteriore centrale a 4 cilindri turbo, con una cilindrata di 1,8 litri. Questo motore sarebbe in grado di sviluppare una potenza stimata tra 250 e 300 CV, anche se queste specifiche non sono state ufficialmente confermate. Questa potenza consentirebbe all'Alpine Vision di accelerare da 0 a 100 km/h in meno di 4,5 secondi.
L'automobile è dotata di un cambio automatico a doppia frizione EDC (Efficient Dual Clutch), controllabile tramite palette al volante, che permette cambi di marcia rapidi e precisi. Un'altra caratteristica significativa dell'Alpine Vision è il suo peso contenuto, compreso tra i 1000 e i 1200 kg. Questo peso ridotto, ottenuto grazie all'utilizzo di microfibre, alluminio e fibra di carbonio, contribuisce alla maneggevolezza e all'agilità del veicolo, migliorandone le prestazioni dinamiche su strada.